# جیگز (نوادا)
جیگز (به انگلیسی: Jiggs) یک منطقهٔ مسکونی در ایالات متحده آمریکا است که در شهرستان ایلکو، نوادا واقع شده‌است. جیگز ۲ نفر جمعیت دارد.